# Свидетели Иеговы в Молдове
Свидетели Иеговы в Молдавии — отделение международной религиозной организации свидетелей Иеговы. Согласно ежегоднику организации, число «активных „возвещателей“» в Молдавии в 2016 году составило 19 800, а отношение их численности ко всему населению — 1:206.

## История
История свидетелей Иеговы в Молдавии начинается в 1891 году, когда Чарльз Рассел посетил Бессарабию (в наше время — современная Молдавия), во время своей поездки по странам Европы и в том числе и России.
В 1921 году согласно годовому отчёту свидетелей Иеговы, численность организации составляет более 200 человек.
В 1922 году в Коржеуцах построен первый «дом для встреч собрания».
В 1925 году деятельность организации запрещена.
В 1994 году свидетели Иеговы официально зарегистрированы в Молдавии. В Кишинёве проходит первый областной конгресс.
В 1998 году власти ПМР отменили регистрацию свидетелей Иеговы, запретили деятельность и конфисковали литературу.
- Зал Царства Свидетелей Иеговы (Бельцы)
- Зал Царства Свидетелей Иеговы (Фалешты)